# Монтайтас (станция)
Монтайтас — железнодорожная станция, находящаяся в селе Монтайтас Арысской городской администрации Туркестанской области Республики Казахстан.
Основным направлением деятельности станции являются — реализация пассажирских билетов, прием и выдача багажа, приём и выдача грузов вагонными и мелкими отправками. На станции имеется школа (носит имя В. Маяковского)
- По состоянию на 19.02.2012 г. на станции Монтайтас проживают 4088 человек (614 дворов)[6].
- На этой станции родился лауреат Государственной премии РК и премии Казахского пен-клуба писатель и драматург — Дулат Исабеков[7].